# Constellis
Constellis ist ein US-amerikanisches privates Sicherheits- und Militärunternehmen, das seinen Hauptsitz in Virginia hat. Weltweit ist das Unternehmen zudem mit etwa 20 Büros vertreten.
Durch den Kauf bzw. Zusammenschluss von Triple Canopy, Academi und Constellis im Jahr 2014 wurde Constellis mit weiteren zugekauften Militärdienstleistern wie bspw. International Development Solutions, Edinburgh International, Strategic Social, National Strategic Protective Services und Olive Group zu einem der weltweit größten privaten militärischen Dienstleister.

## Aufsichtsrat
Die Aufsichtsratsmitglieder von Constellis kamen 2016 vornehmlich aus Regierungs- und Geheimdienstkreisen. Ab 2018 änderte sich teilweise die Zusammensetzung hin zu ehemaligen Mitarbeitern aus der Rüstungsindustrie.
Aufsichtsrat 2016 u. a.:
- John Ashcroft, ehemaliger US-Justizminister
- Dame Glynn Evans, britische Diplomatin und ehemalige Botschafterin[6]
- Eric J. Boswell, Berater im US-Außenministerium, ehemaliger Botschafter und Leiter des Diplomatic Security Service
- Ian McCredie, Vice President Corporate Security bei Royal Dutch Shell
- John Yourston ehemaliger Berufssoldat des britischen Special Air Service und Berater von Royal Dutch Shell,
- Jose A. Rodriguez, ehemaliger Deputy Director of Operations der CIA
- Mark T. Kimmitt, ehemaliger stellvertretender Sekretär für politisch-militärische Angelegenheiten im US-Außenministerium

Aufsichtsrat 2019 u. a.:
- Sharon Watts, vormals Leidos und Chief Administrative Officer bei Lockheed Martin
- Tim Reardon, vormals President of Defense & Intelligence bei Leidos und Lockheed Martin
- Gordon Foster, vormals CFO bei Northrop Grumman